# 阿坚
阿坚（？—140年）,东汉中期烏桓首领。
阿坚为乌桓大人。汉顺帝永和五年（140年），他联合羌渠部、南匈奴左部句龙王吾斯等举兵反抗汉朝，被汉中郎将张耽所败，被杀，他的所属部众全部降汉。